# Endrinal (municipio)
Endrinal es un municipio y localidad española de la provincia de Salamanca, en la comunidad autónoma de Castilla y León. Se integra dentro de la comarca de Guijuelo, la subcomarca de Entresierras (Alto Alagón) y la microcomarca de Las Bardas.
Su término municipal está formado por las localidades de Casas de Monleón, Endrinal y Villar de Leche, ocupa una superficie total de 33,54 km² y según los datos demográficos recogidos en el padrón municipal elaborado por el INE en el año 2017, cuenta con 232 habitantes.

## Historia

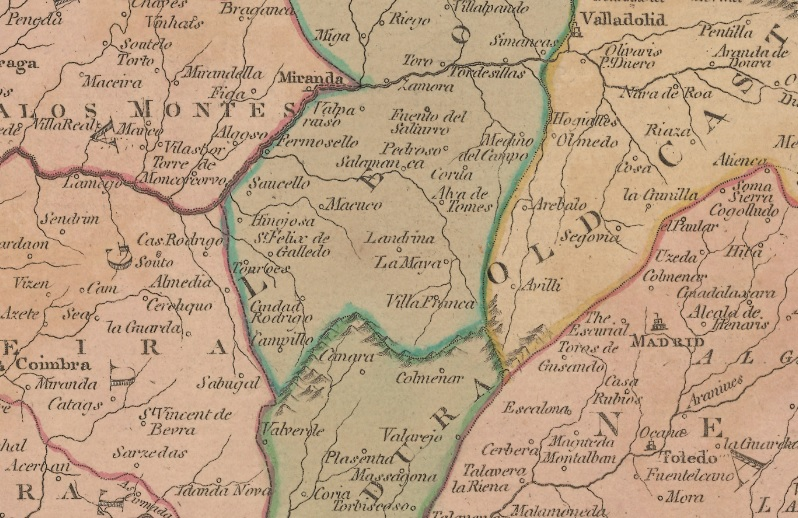
Detalle del mapa A new and accurate map of Spain & Portugal, realizado en 1700 por A. G. Whitehead, en el que se recoge la ubicación de Endrinal como Landrina.

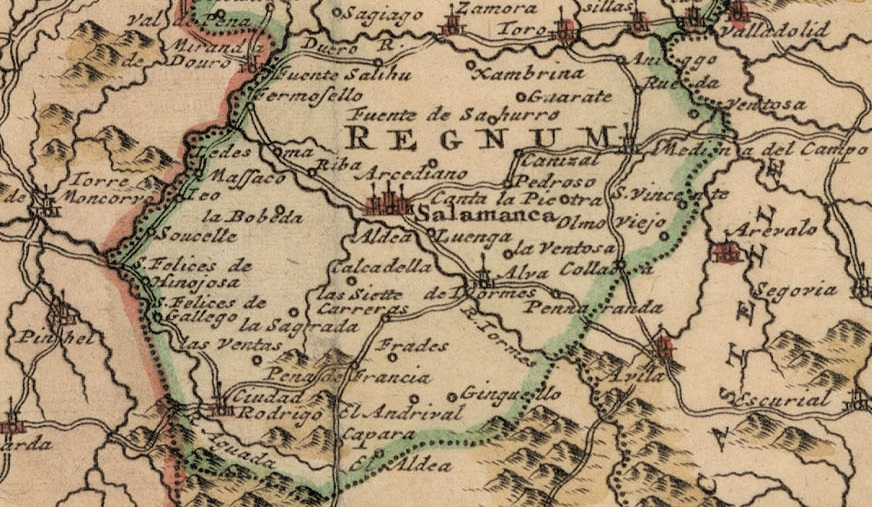
Detalle de "Nouvelle Carte d'Asturie, Galice et Leon, avec les grands chemins", realizada en 1800 por Array, que recoge El Andrinal.

Los restos más antiguos de poblamiento humano en el municipio se han encontrado en el paraje del Lombo, donde se han hallado piezas de cuarcita prehistóricas. Asimismo, en el alto de la Peña Milanera se encontraron sepulturas y cerámica tardorromanas.
No obstante, la fundación de Endrinal como localidad se remonta a la repoblación efectuada por los reyes de León entre finales del siglo XII y principios del XIII, quedando integrado en el Alfoz de Monleón, dentro del Reino de León. En esta época habría sido reformado en Villar de Leche el castillo de Valdemedina, de origen árabe y posteriormente utilizado por la monarquía leonesa para la defensa de esta parte de su reino.
Finalmente, ya en la Edad Contemporánea, con la creación de las actuales provincias en 1833 el municipio de Endrinal quedó integrado en la provincia de Salamanca, dentro de la Región Leonesa.

## Monumentos

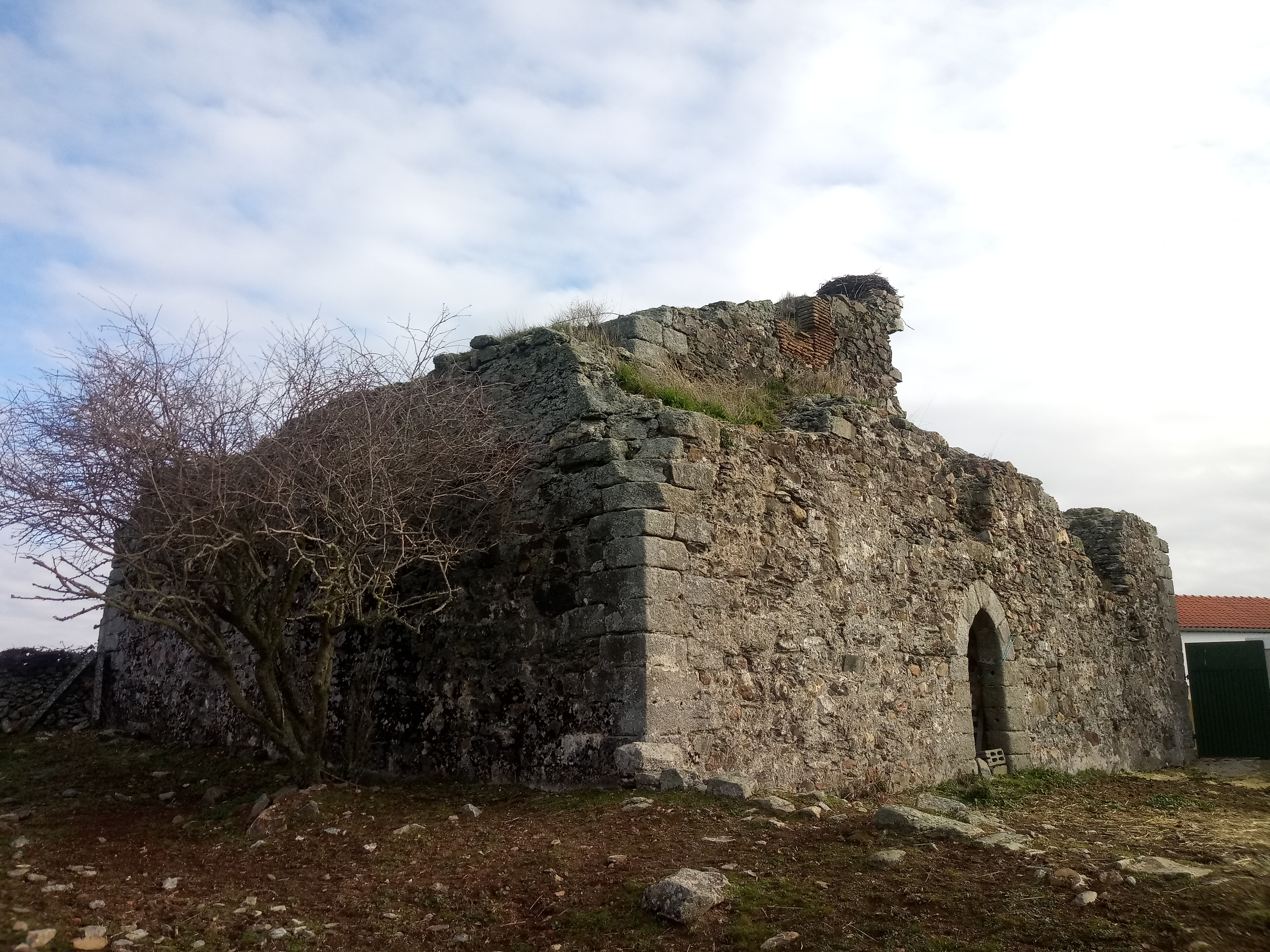
Castillo de Villar de Leche.

- Iglesia de San Pedro. Está construida sobre una iglesia anterior que tenía una cripta situada bajo la actual sacristía. La construcción anterior dataría, al menos, del siglo XI, puesto que en su alrededor se han hallado varias tumbas hechas de lajas de pizarra. El actual templo data del siglo XVI y cuenta con una cabecera de sillares de granito con bóvedas de nervadura en la capilla mayor y decoración de bolas en la parte exterior.
- Ermita de la Virgen de El Mensegal. Se ubica a unos 2 km al sur del núcleo urbano de Endrinal, siendo construida en el siglo XVI, aunque el edificio actual se asienta sobre otro anterior. Consta de una sola nave. En su interior se venera a la Virgen del Mensegal y a San Juan.
- Ermita del Humilladero. Situada junto al cementerio, se trata de una pequeña construcción del siglo XVII, aunque su portada, orientada al sur y precedida por un pórtico con cuatro columnas de granito, es del siglo XVI.
- Plaza de toros. Ubicada junto a la ermita del Mensegal, está semiexcavada en el terreno, estando documentada la existencia de un corral-plaza de toros en este lugar ya en el siglo XV.
- Castillo de Villar de Leche o de Valdemedina. Está ubicado en la alquería de Villar de Leche, en un altozano contiguo al cauce del río Alagón. Se trata de un castillo del que solo se conserva parte de la torre del homenaje. Fue construido en el siglo VIII por los musulmanes, tomándolo en el siglo X el Reino de León, cuyos monarcas que acometieron diversas reformas en dicho castillo hasta el siglo XIII, reformas a las que debe su imagen actual.[6]
- Iglesia de San Fabián y San Sebastián (Casas de Monleón). Construida en el siglo XVI, consta de una única nave, estando construida con mampostería y argamasa. Actualmente se encuentra en estado de ruina progresiva, tras haber sido abandonada en 1980, habiéndose colapsado su cubierta en el 2011.[7]

## Geografía humana

### Demografía
Cuenta con una población de 204 habitantes (INE 2024).
| Gráfica de evolución demográfica de Endrinal entre 1842 y 2021                                                        |
| |
| Población de derecho según los censos de población del INE. Población de hecho según los censos de población del INE. |

Según el Instituto Nacional de Estadística, Endrinal tenía, a 31 de diciembre de 2018, una población total de 225 habitantes, de los cuales 122 eran hombres y 103 mujeres. Respecto al año 2000, el censo refleja 301 habitantes, de los cuales 167 eran hombres y 134 mujeres. Por lo tanto, la pérdida de población en el municipio para el periodo 2000-2018 ha sido de 76 habitantes, un 25% de descenso.
El municipio se divide en tres núcleos de población. De los 225 habitantes que poseía el municipio en 2018, Endrinal contaba con 204, de los cuales 110 eran hombres y 94 mujeres, y Casas de Monleón con 21, de los cuales 12 eran hombres y 9 mujeres. Villar de Leche está despoblado.

### Transporte
El municipio está bien comunicado por carretera, siendo atravesado por la SA-212 que une Tamames con Guijuelo en el enlace con la N-630. Desde allí es posible además acceder a la autovía Ruta de la Plata que une Gijón con Sevilla y permite unas comunicaciones más rápidas con el municipio. 
En cuanto al transporte público se refiere, tras el cierre de la ruta ferroviaria de la Vía de la Plata, que pasaba por el municipio de Guijuelo y contaba con estación en el mismo, no existen servicios de tren en el municipio ni en los vecinos, ni tampoco línea regular con servicio de autobús, siendo la estación más cercana la de Guijuelo. Por otro lado el aeropuerto de Salamanca es el más cercano, estando a unos 69 km de distancia.

## Cultura
Endrinal alberga un museo etnográfico, la Casa de la Cultura Tradicional, donde se representan los usos habituales en una vivienda tradicional y una muestra de aperos de trabajo: bodega, cocina, rellano, sala de agricultura y ganadería, sala de oficios, etc.

## Administración y política
| Partido político                         | 2023  | 2023  | 2023       | 2019  | 2019  | 2019       | 2015  | 2015  | 2015       | 2011  | 2011  | 2011       | 2007  | 2007  | 2007       | 2003  | 2003 | 2003 |
| Partido político                         | %     | Votos | Concejales | %     | Votos | Concejales | %     | Votos | Concejales | %     | Votos | Concejales | %     | Votos | Concejales |       |      |      |
| Partido Popular (PP)                     | 64,56 | 87    | 4          | 64,12 | 84    | 4          | 62,64 | 114   | 4          | 53,20 | 108   | 4          | 44,75 | 98    | 3          | 45,54 | 97   | 3    |
| Partido Socialista Obrero Español (PSOE) | 18,89 | 24    | 1          | 28,24 | 37    | 1          | 34,07 | 62    | 1          | 45,32 | 92    | 3          | 54,34 | 119   | 4          | 53,05 | 113  | 4    |

## Fiestas
- San Juan, San Pedro y el Cristo del Humilladero. Fiestas que se inician el 24 de junio, y se prolongan durante la primera semana de julio. Además de las tradicionales misa y romería, se celebran capeas de toros en la plaza del Mensegal y diversos juegos.